# Kanton Bastia-6
Bastia-6 is een voormalig kanton van het Franse departement Haute-Corse. Het kanton maakte deel uit van het arrondissement Bastia. Het werd opgeheven bij decreet van 13 februari 2014 met uitwerking op 22 maart 2015.

## Gemeenten
Het kanton Bastia-6 omvatte de volgende gemeenten:
- Bastia (deels, hoofdplaats)
- Furiani